# Алешковський Михайло Олексійович
Алешко́вський Миха́йло Олексі́йович (*22 листопада 1918, місто Новгород — †19 листопада 2001) — радянський і російський театральний актор. Народний артист Удмуртської АРСР (1958). Заслужений артист РРФСР (1976).

## Біографічні відомості
Спеціальної акторської освіти не здобував. Займався в драматичних гуртках в середній школі Ленінграду та за місцем роботи (Невський хімічний комбінат та Сарапульський шкіряний завод). Перша роль — вахтовий матрос в спектаклі Сарапульського міського драматичного театру за п'єсою Б. А. Лавреньова «Розлом» (1938). З 1946 року — актор Російського драматичного театру міста Іжевська.
Життєва правдивість створених ним образів поєднуються з яскравою театральністю, виразністю сценічних форм. До початку 1960-их років грав в основному підлітків: Жора Арутюнянц («Молода гвардія» за О. О. Фадеєвим), Андрій («В добрий час» В. С. Розова), Петя Горемикін («Чудесний спав» В. М. Кіршона), Олег («В пошуках радості» В. М. Кіршона), Укропов («Маленька студентка» за М. М. Погодіним). З роками зробив творчий перехід на характерні вікові ролі: Мойсей («Іспанці» М. Ю. Лермонтова), Дід Мокей («Брати Єршові» В. А. Кочетова), Акмар («Російський друг» Ю.Власова та Р.Модзалевського).